# Hiszpania na Zimowych Igrzyskach Olimpijskich 1956
Hiszpanię na Zimowych Igrzyskach Olimpijskich 1956 reprezentowało dziewięciu zawodników (sami mężczyźni). Był to czwarty start reprezentacji Hiszpanii na zimowych igrzyskach olimpijskich.

## Skład kadry

### Bobsleje
Mężczyźni
| Osada | Zawodnik                                                        | Konkurencja | Ślizg 1 | Ślizg 2 | Ślizg 3 | Ślizg 4 | Łącznie | Pozycja |
| ----- | --------------------------------------------------------------- | ----------- | ------- | ------- | ------- | ------- | ------- | ------- |
| ESP-1 | Alfonso de Portago Vicente Sartorius                            | Dwójki      | 1:24,81 | 1:23,77 | 1:24,03 | 1:24,99 | 5:37,60 | 4.      |
| ESP-1 | Alfonso de Portago Vicente Sartorius Gonzalo Taboada Luis Muñoz | Czwórki     | 1:18,87 | 1:19,27 | 1:21,37 | 1:19,98 | 5:19,49 | 9.      |

### Łyżwiarstwo figurowe
| Zawodnik       | Konkurencja | Nota   | Pozycja |
| -------------- | ----------- | ------ | ------- |
| Darío Villalba | Soliści     | 127,30 | 14.     |

### Narciarstwo alpejskie
Mężczyźni
| Zawodnik            | Konkurencja     | Konkurencja     | Konkurencja     | Konkurencja     | Konkurencja         | Konkurencja              | Konkurencja              | Konkurencja              |
| Zawodnik            | Zjazd           | Zjazd           | Slalom gigant   | Slalom gigant   | Slalom specjalny    | Slalom specjalny         | Slalom specjalny         | Slalom specjalny         |
| Zawodnik            | Czas            | Pozycja         | Czas            | Pozycje         | Czas 1-go przejazdu | Czas 2-go przejazdu      | Czas łączny              | Pozycja                  |
| ------------------- | --------------- | --------------- | --------------- | --------------- | ------------------- | ------------------------ | ------------------------ | ------------------------ |
| Francisco Viladomat | 4:02,1          | 36.             | 4:08,7          | 68.             | Dyskwalifikacja     | Nie ukończył konkurencji | Nie ukończył konkurencji | Nie ukończył konkurencji |
| Luis Molné          | 4:08,9          | 37.             | Dyskwalifikacja | Dyskwalifikacja | 2:45,5              | 3:07,5                   | 5:53,0                   | 56.                      |
| Jaime Talens        | Dyskwalifikacja | Dyskwalifikacja | 4:52,2          | 83.             | 2:25,7              | 1:38,5                   | 5:04, 2                  | 52.                      |
| Luis Arias          |                 |                 | 3:47,1          | 53.             | 1:51,7              | 2:21,1                   | 4:12,8                   | 31.                      |